# Теорема Хольмгрена
Теорема Хольмгрена — теорема о единственности решения задачи Коши для дифференциального уравнения с частными производными в случае аналитичности коэффициентов дифференциального оператора.

## Формулировка
Рассмотрим пространство {\displaystyle R^{n+1}}. Обозначим {\displaystyle D_{\epsilon }} область пространства {\displaystyle R^{n+1}(x,t)} такую, что {\displaystyle |x|^{2}+|t|<\epsilon }. Обозначим оператор частного дифференцирования {\displaystyle L\equiv \left({\frac {d}{dt}}\right)^{m}+\sum _{|\nu |+j\leqslant m,j\leqslant m-1}a_{\nu ,j}(x,t)\left({\frac {d}{dx}}\right)^{\nu }\left({\frac {d}{dt}}\right)^{j}}. Пусть все коэффициенты {\displaystyle a_{\nu ,j}(x,t)} оператора {\displaystyle L} аналитичны в окрестности {\displaystyle U} начала координат. Тогда существует такое {\displaystyle \epsilon _{0}>0}, что если {\displaystyle 0<\epsilon <\epsilon _{0}} и {\displaystyle u(x,t)\in \mathrm {E} ^{m}(D_{\epsilon })}, причём {\displaystyle Lu=0} в {\displaystyle D_{\epsilon }}, {\displaystyle \left({\frac {d}{dt}}\right)^{j}u(x,0)=0}, {\displaystyle (j=0,1,...,m-1)}, {\displaystyle x\in D_{\epsilon }}, то {\displaystyle u(x,t)\equiv 0} в {\displaystyle D_{\epsilon }}.